# 墨蘭圖
墨蘭圖是清朝畫家鄭燮的一幅立軸紙本水墨畫。該畫於清朝乾隆十九年（1753年）創作。畫中為一叢蘭花。該畫先後藏於中國藝術研究院美術研究所和北京故宮博物院。